# Karine Costa
Pour les articles homonymes, voir Costa.
Karine Costa est une chanteuse française née en 1977. C'est la fille de Michel Costa, chanteur de nombreux génériques dans les années 80 ainsi que dans le groupe Les Costa.
Elle a interprété les chansons de plusieurs longs-métrages d'animation des studios Disney, notamment :  
- Aladdin (1992) : Ce rêve bleu (Jasmine) en duo avec Paolo Domingo (Aladdin) et Daniel Lévi (générique du film) ;
- Le Retour de Jafar (1994) : Un Ami et Oublie l'amour (Jasmine) ;
- Pocahontas (1995) : Écoute ton cœur (voix du vent) ;
- Aladdin et le Roi des voleurs (1996) : C'est la fantasia à Agrabah et Tu n'es pas tombé du ciel (Jasmine) ;
- Pocahontas 2 : Un monde nouveau (1998) : Bienvenue à Londres et Méfiez-vous des apparences (chœurs) ;
- La Légende de Tarzan et Jane (2002) entre deux mondes avec Phil Collins et L'ocean de la vie (Soliste) ;
- Bambi 2 (2006) : C'est la vie (soliste) ;
- La Mélodie du bonheur (2006) : Comment résoudre le cas de Maria (Sœur Agathe, 2e doublage)
- Le Sortilège de Cendrillon (2007) : Une très belle année et Plus que des rêves (Cendrillon) ;
- Clochette et la Pierre de lune (2009) : Il suffit d'y croire (soliste).

Elle a également enregistré une version du titre de Burt Bacharach I Say a Little Prayer (rendu célèbre par Aretha Franklin) qui sert de musique pour les publicités du Crédit mutuel, ainsi que des jingles radio comme ceux de Chérie FM.  
Elle a sorti un album Seventeen en 1995. Le premier morceau extrait de cet album est une chanson qui a pour titre "Lui".